# Лісняк Радіон Олександрович
Радіон Олександрович Лісняк (нар. 15 січня 2002, Петриківка, Дніпропетровська область, Україна) — український футболіст, лівий нападник петрівського «Інгульця».

## Життєпис

### Ранні роки
Народився в Петриківці. Вихованець дніпропетровського «Інтера», у футболці якого з 2014 по 2019 рік виступав у юнацькому чемпіонаті Дніпропетровської області та ДЮФЛУ. У 2019 році повернувся до рідного селища міського типу, де продовжив виступи у ДЮФЛУ. Паралельно з цим дебютував у дорослому футболі, грав за ФК «Петриківка» у чемпіонаті Дніпропетровської області. 
На початку вересня 2020 року перейшов до «Інгульця». Виступав за юнацьку та молодіжну команду петрівчан, за які відзначився 8-ма голами.

### «Кремінь» та «Васт»
18 лютого 2022 року підписав 1,5-річний контракт з «Кременем», де отримав футболку з 99-м ігровим номером. У футболці кременчуцького клубу дебютував 27 серпня 2022 року в нічийному (3:3) виїзному поєдинку 1-го туру групи «Б» Першої ліги України проти запорізького «Металурга». Радіон вийшов на поле на 58-й хвилині замість Андрія Глоби. За першу половину сезону 2022/23 років виходив на поле в 9-ти матчах Першої ліги України, в яких зіграв 192 хвилини. 27 лютого 2023 року відправився в оренду до завершення сезну у «Васт». 2 вересня 2023 року миколаївський клуб підтвердив оренду гравця й вручив футболісту футболку з 7-м ігровим номером. У футболці «Васта» дебютував 8 квітня 2023 року в програному (0:2) виїзному поєдинку 11-го туру Другої ліги України проти «Звягеля». Лісняк вийшов на поле в стартовому складі, а на 82-й хвилині його замінив Дмитро Гуменяк. У другій половині сезону 2022/23 років виходив на поле в 7-ми поєдинках Другої ліги України. Наприкінці червня 2023 року повернувся до «Кременя», але вже наступного ж місяця залишив кременчуцький клуб вільним агентом.

### Повернення до «Інгульця»
Наприкінці липня 2023 року повернувся до «Інгульця». У футболці полтавського клубу дебютував 29 липня 2023 року в переможному (5:0) домашньому поєдинку 1-го туру групи «Б» Першої ліги України проти «Полтави». Лісняк вийшов на поле на 78-й хвилині замість Олександра П'ятова.